# Édith Thomas
Édith Thomas (23 de janeiro de 1909, Montrouge - 7 de dezembro de 1970, Paris) foi uma romancista, arquivista, historiadora e jornalista francesa. Ela foi uma pioneira bissexual da história das mulheres, ela supostamente inspirou um personagem do romance erótico de Pauline Réage, A História de O.
Recebeu o Prêmio Gobert em 1968.